# Русско-турецкая война (1686—1700)
Ру́сско-туре́цкая война́ 1686—1700 (в Турции известна как «Османско-русская война 1686—1700» (тур. 1686-1700 Osmanlı-Rus Savaşı)) — часть Великой Турецкой войны (1683—1699), масштабного европейского военного конфликта: войны антиосманской «Священной лиги» (Священной Римской империи, Речи Посполитой, Венецианской республики и России) — против Османской империи. Поражение последней в войне ознаменовало конец территориальной экспансии османов, продолжавшейся до того с XIV века.

## Исторический контекст
Русско-турецкая война 1672—1681 годов, ведшаяся с переменным успехом, окончилась Бахчисарайским миром (1681), по которому Османская империя признавала Левобережную Украину и Киев с округой за Русским государством (см. Андрусовское перемирие 1667 года). Западная часть Малороссии, представлявшая после войны настоящую пустыню, и Подолье остались в руках османов. 
Османская империя легко согласилась на мир 1681 года, так как у неё на очереди стояла война с Австрией, которую предпринял великий визирь Кара-Мустафа. Османам удалось проникнуть до Вены и осадить её (с 24 июля до 12 сентября 1683 года), но осаду пришлось снять, когда польский король Ян Собеский, заключив союз с Австрией, поспешил на помощь Вене и одержал при Каленберге победу над османским войском. В Белграде Кара-Мустафу встретили посланцы от султана, имевшие приказ доставить в Константинополь голову неспособного полководца, что и было исполнено.

## Приготовления к войне
При царевне Софье отношения России к Османской империи принимают новый характер. Россия начинает наступательные действия на южном направлении (Крым), тогда как до тех пор действия её носили в основном оборонительный характер. Поводом послужило присоединение России к Священной лиге против османов, составленной в 1683 году польским королём Яном Собеским и императором австрийским Леопольдом. К союзу присоединилась Венеция, а покровителем союза был провозглашён папа Иннокентий XI. Союзники мечтали даже изгнать Османов из Европы и решили привлекать к союзу других государей, в особенности же царей московских, у которых был заключён с Османами мир. В 1684 году в селе Андрусове начались переговоры об этом и длились почти два года. Россия соглашалась присоединиться к союзу, но под условием уступки со стороны Польши Киева с Трипольем, Стайками, Васильковым. Переговоры шли долго, польские послы долго не соглашались на условия русских, наконец 26 апреля 1686 года был заключён «Вечный мир» с Речью Посполитой. Речь Посполитая за вознаграждение в 146 000 рублей уступала Киев России, Смоленск навечно отходил Москве, территория по правому берегу Днепра оставалась в зависимости от Польши, по левому — от России. Россия же обязывалась разорвать мир с Османской империей, напасть на Крым и приказать донским казакам сделать то же.

## Ход военных действий

### Война на австрийском и польском направлениях
В 1686 году герцог Лотарингский взял Офен, в 1687 году великий визирь Сулейман был наголову разбит при Мохаче. Поражение османских войск вызвало раздражение янычар, которые оставались в Константинополе, бунтуя и грабя. Под угрозой восстания Мехмед IV послал им голову Сулеймана, но это не спасло его самого: янычары низвергли его при помощи фетвы муфтия и насильно возвели на престол его брата, Сулеймана II, человека совершенно неспособного к управлению. Война продолжалась при нём и при его братьях, Ахмеде II (1691—1695) и Мустафе II (1695—1703). Венецианцы овладели Мореей, австрийцы взяли Белград (вскоре опять доставшийся Османам) и все значительные крепости Венгрии, Славонии, Трансильвании, поляки заняли значительную часть Молдавии.

### Крымские походы русских войск
В 1687 году русские войска под начальством князя Василия Голицына направились в Крым. С ними шли и малороссийские казаки под начальством гетмана Ивана Самойловича. Русские войска не дошли до Крыма. Крымскими татарами внезапно подожжена была степь. Недостаток корма и воды заставил Голицына вернуться назад. В ходе отступления в русском лагере возникли слухи о причастности к поджогу степи гетмана Самойловича, и на него был направлен донос в Москву. Он был свергнут, сослан в Сибирь, а на его место при большом содействии Голицына гетманом на раде на реке Коломаке был избран Иван Мазепа. Несмотря на полную неудачу похода, любимец Софьи Василий Голицын был щедро награждён, и свержение Самойловича было даже поставлено ему в заслугу. Весной 1689 года Голицын с 112-тысячным войском предпринял второй поход в Крым. Голицын победил крымские войска у деревни Зелёная Долина, дошёл до Крыма, но внезапная вспышка болезней в войсках заставили его без всяких результатов вернуться в Москву.

### Боевые действия в Поднепровье
В конце февраля — начале марта 1693 года, несмотря на то, что идея похода не была поддержана Петром, по приказу Мазепы Лубенский полк совместно с правобережным полком Палия (а также запорожцы во главе с бывшим кошевым атаманом Федором Степановым, которые служили у Палия) ходили под Кызы-Кермен (ныне Берислав), где сожгли предместье и разбили татарский полк. Весной 1694 года по приказу гетмана в поход на Кызы-Кермен были отправлены охотницкие полки Новицкого, казаки Палея и Лубенской полк (около 3 тысяч человек). После того, как они успешно разбили сторожевой отряд, начали 2 марта осаду крепости. Был сожжен посад, вылазка гарнизона была отбита. Отряд запорожцев для отвлечения противника наступал под Перекопом.
В 1695 году был организован поход в низовья Днепра с большим войском: у Шереметьева было 28841 человек (к крепости подошло 25273 человека), около 35 тысяч казаков Мазепы, а также запорожцы. За четыре месяца похода были взяты турецкие крепости в Поднепровье, оставлены в них гарнизоны, было вывезено 58 захваченных пушек. Среди взятых турецких крепостей были Казы-Кермен (см. осада Казикермена), Аслан-Кермен (ныне Каховка), Мустрит-Кермен и Муберек-Кермен на Таванском острове (ныне затоплен водами Каховского водохранилища).
В 1697 и 1698 годах османы и крымские татары предпринимали попытки вернуть контроль над узлом обороны на Таванской переправе, однако их военные кампании были пресечены действиями русско-казацких войск.

### Походы Петра I

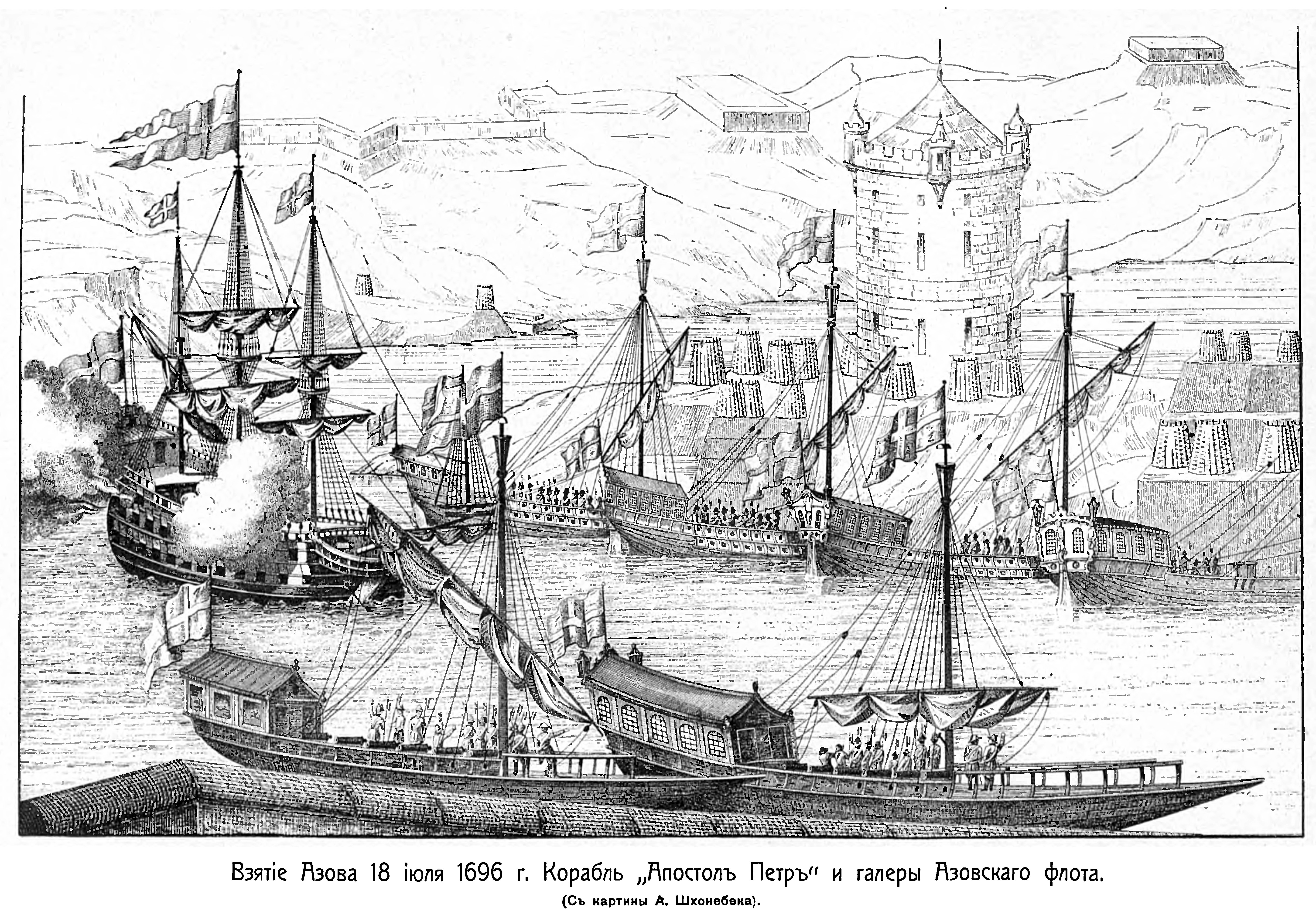
А. Шхонебек. Взятие Азова. 1696 год.

На первых порах юный царь Пётр I, видимо, не думал об исполнении священного союза и о новой войне с османцами. Греческое духовенство между тем настоятельно просило о продолжении войны, указывая на то, что время для неё очень благоприятно. В начале 1695 года Пётр предпринял первый поход на Азов. Часть войска под начальством Бориса Петровича Шереметева была отправлена к низовьям Днепра. По дороге в Крым к нему должны были присоединиться и украинские казаки. Войско же нового строя, полки Преображенский, Семеновский, Бутырский и Лефортов вместе со стрельцами, числом всего около 31 тысячи человек, под начальством Автонома Головина, Лефорта и Гордона направились к Азову. В этом войске был и сам Пётр с чином бомбардира. Не без задержек и затруднений в пути войско 29 июня подошло к Азову. Находившийся в крепости османский отряд получал съестные припасы и подкрепления морем. Русским при помощи донских казаков удалось только занять две каланчи на Дону, охранявшие выход в море. Поход, в сущности, окончился неудачно, хотя возвращение Петра было отпраздновано с торжеством.
После первого азовского похода Пётр ясно увидел, что без флота нельзя осаждать Азов. Из-за границы были выписаны новые техники и инженеры, и началась постройка судов в Москве, Воронеже, Козлове, Добром, Сокольске. К апрелю были спущены в воду 2 корабля, 23 галеры и 4 брандера. В мае флот двинулся к Азову. В устье Дона он загородил дорогу османским кораблям и оставил, таким образом, Азов без защиты. Нападение крымского отряда на русский лагерь было отбито, а 16 июня началась осада и Азова, которая продолжалась около месяца. 18 июля 1696 года османы сдали Азов, выговорив себе позволение уйти из города в полном вооружении, с женами, детьми и со всеми пожитками. Азов был укреплён, мечети обращены в церкви, туда переселены стрельцы и городовые казаки. Пётр тогда же осмотрел берега Азовского моря и на мысе Таганрог решил построить гавань.

## Мирные переговоры

### Приготовления к заключению мира
Будучи в Голландии, Пётр заговаривал о помощи её в войне с Османской империей, но Генеральные штаты (Нидерланды) отклонили предложение Петра, и он скоро узнал, что они вместе с английским королём не только не хотят воевать с Османами, но даже деятельно хлопочут о примирении с Османским государством Австрии. Австрия продолжала войну, начатую в силу священного союза. Из Голландии Пётр отправился в Вену. Целью этой поездки было заключение мира с Османами. Петру очень хотелось выговорить себе у Османской империи крепость Керчь. В этих своих требованиях он искал поддержки и у австрийского императора. Последний находил требования Петра справедливыми, но обещал поддерживать их только в том случае, если русские поспешат взять Керчь оружием. Во всяком случае император относительно мира с Османами обещал не предпринимать ничего без соглашения с царём. Переговоры эти, впрочем, не были окончательно кончены и соглашение оформлено, так как Пётр получил известие о стрелецком бунте и поспешил в Москву. Он не успел побывать в Венеции, а целью поездки туда были также дела, связанные с поисками мира. По дороге в Москву в Раве Пётр виделся с королём польским Августом II и здесь условился с ним насчёт войны со Швецией. Но начать эту войну Пётр мог, только заключив мир с Османской империей. На это теперь и было обращено все его внимание.

### Карловицкий мирный договор
После блестящей победы австрийцев при Зенте, одержанной Евгением, принцем Савойским, в 1697 году, в октябре 1698 года в Карловице открылся конгресс, имевший целью окончить войну.
По мирному договору, заключённому в Карловице, Австрия получила Венгрию и Трансильванию, Морея перешла к Венеции, Польша получила Подолию и Украину. Карловицкий мир был первым, по которому Османская империя не получала ни дани, ни временной контрибуции. По своей значимости Карловицкий мирный договор значительно превосходил Житваторокский мир, он показал, что военное могущество Османов вовсе не столь велико и что внутренние неурядицы всё сильнее ослабляют их государство.

### Константинопольский мирный договор
Представителем России на этом конгрессе был думный дьяк Прокофий Возницын. Он потребовал от Османской империи уступки Керчи и всех владений по берегу Азовского и Чёрного морей, находившихся в руках русских. Османы не согласились. В конце концов после угроз Возницына немедленно возобновить военные действия они заключили перемирие на два года. Этим перемирием Пётр воспользовался для заключения мира. В Константинополь был отправлен думный дьяк Емельян Украинцев с дьяком Чередеевым. Для того, чтобы произвести на Османов большее впечатление, они поехали на военном корабле «Крепость». Переговоры длились очень долго, с ноября 1699 по июнь 1700 года. 3 (14) июля 1700 год был заключён мир на 30 лет, по которому Азов и вновь построенные Петром городки — Таганрог, Павловская крепость, Миюс — остались за Россией. От притязаний на Керчь Россия отказалась. Пётр только и ждал этого. 8 августа он получил от Украинцева известие о заключении мира с Османской империей, а 9 августа русские войска уже двигались к шведским границам.

## Итоги войны
В самом Османском государстве Карловицкий мир вызвал среди более образованной части населения сознание необходимости некоторых реформ. Это сознание уже ранее имели Кёпрюлю — семья, давшая Османской империи в течение второй половины XVII и начала XVIII века пять великих визирей, принадлежавших к самым замечательным государственным людям страны. Уже в 1690 году великий визирь Мустафа Кёпрюлю издал Низам-ы Джедид («Новый порядок»), установивший максимальные нормы поголовных податей, взимаемых с христиан, но закон этот не имел практического применения. После Карловицкого мира христианам в Сербии и Банате были прощены подати за год, высшее правительство в Константинополе стало по временам заботиться о защите христиан от поборов и других притеснений. Недостаточные для того, чтобы примирить христиан с турецким гнётом, эти меры раздражали янычар и турок.